# Мерцкірхен
Мерцкірхен (нім. Merzkirchen) — громада в Німеччині, розташована в землі Рейнланд-Пфальц. Входить до складу району Трір-Саарбург. Складова частина об'єднання громад Саарбург.
Площа — 18,21 км2. Населення становить 839 ос. (станом на 31 грудня 2020).